# Zapotal de Nandayure
Zapotal es un distrito del cantón de Nandayure, en la provincia de Guanacaste, de Costa Rica.

## Toponimia
Abundancia de árboles del fruto de zapote (del náhuatl: Tzapotl), de los que existen varias especies de árboles.

## Geografía
Zapotal cuenta con un área de 105,08 km² y una altitud media de 500 m s. n. m.

## Demografía
Para el año 2022, Zapotal cuenta con una población estimada de 1332 habitantes, y para el último censo efectuado, en 2011, Zapotal contaba con una población de 1215 habitantes.

## Localidades
- Poblados: Altos de Mora, Cabeceras de Río Ora, Camaronal, Carmen, Cuesta Bijagua, Leona, Manzanales, Río Blanco Este, Río de Oro, Río Ora, San Martín, San Pedro, Soledad.

## Transporte

### Carreteras
Al distrito lo atraviesan las siguientes rutas nacionales de carretera:
- Ruta nacional 160
- Ruta nacional 901
- Ruta nacional 902